# Chotěbudice
Chotěbudice település Csehországban, a Třebíči járásban. Chotěbudice Lomy, Budíškovice és Jemnice településekkel határos. Lakosainak száma 106 fő (2024. január 1.).

## Népesség
A település lakosságának változását az alábbi diagram mutatja:
| Lakosok száma | 298  | 282  | 299  | 227  | 145  | 112  | 99   | 95   | 103  | 106  |
|               | 1869 | 1890 | 1921 | 1950 | 1980 | 2001 | 2017 | 2019 | 2022 | 2024 |